# Space Shuttle

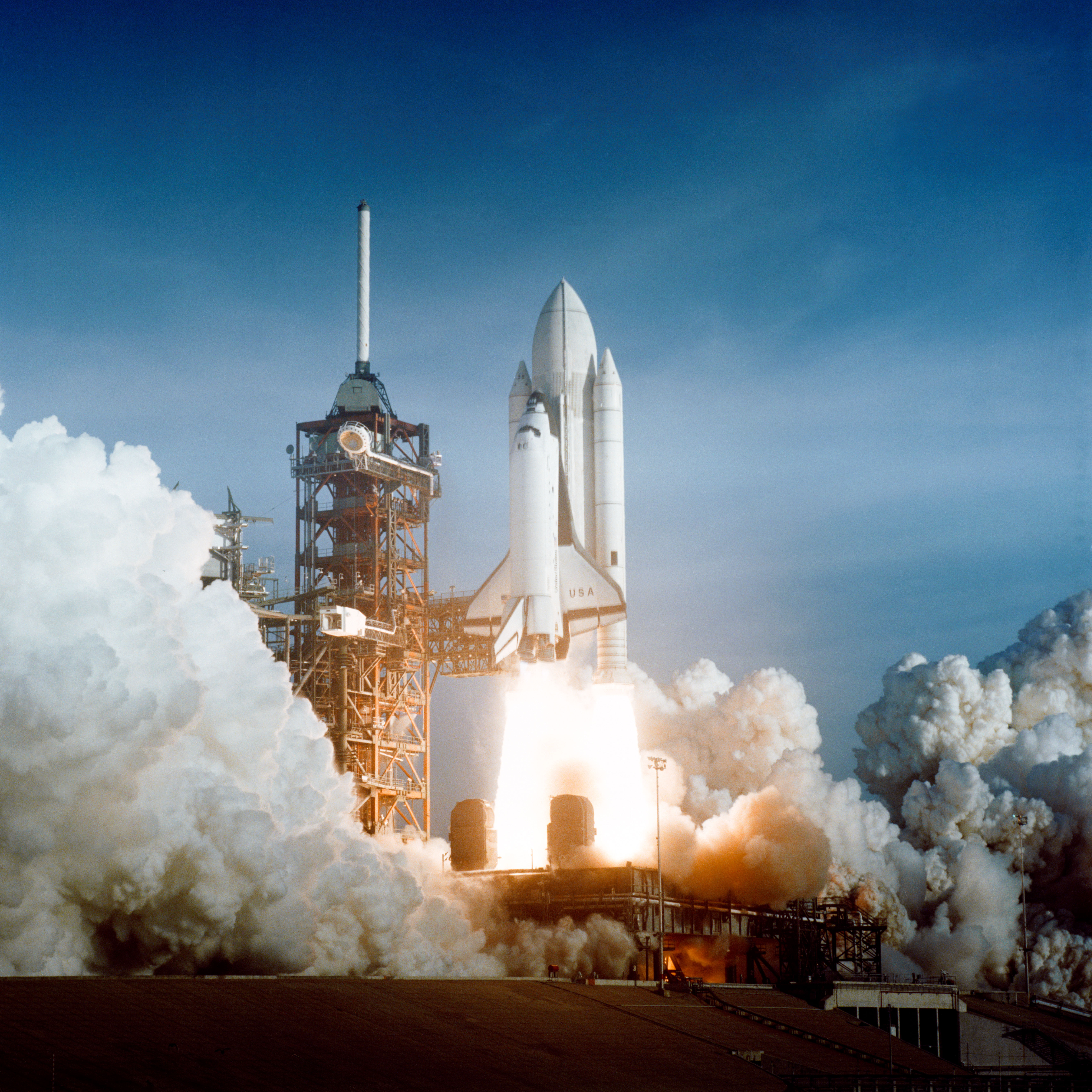
Uppskjutning av rymdfärjan Columbia STS-1, april 1981. Foto: Nasa

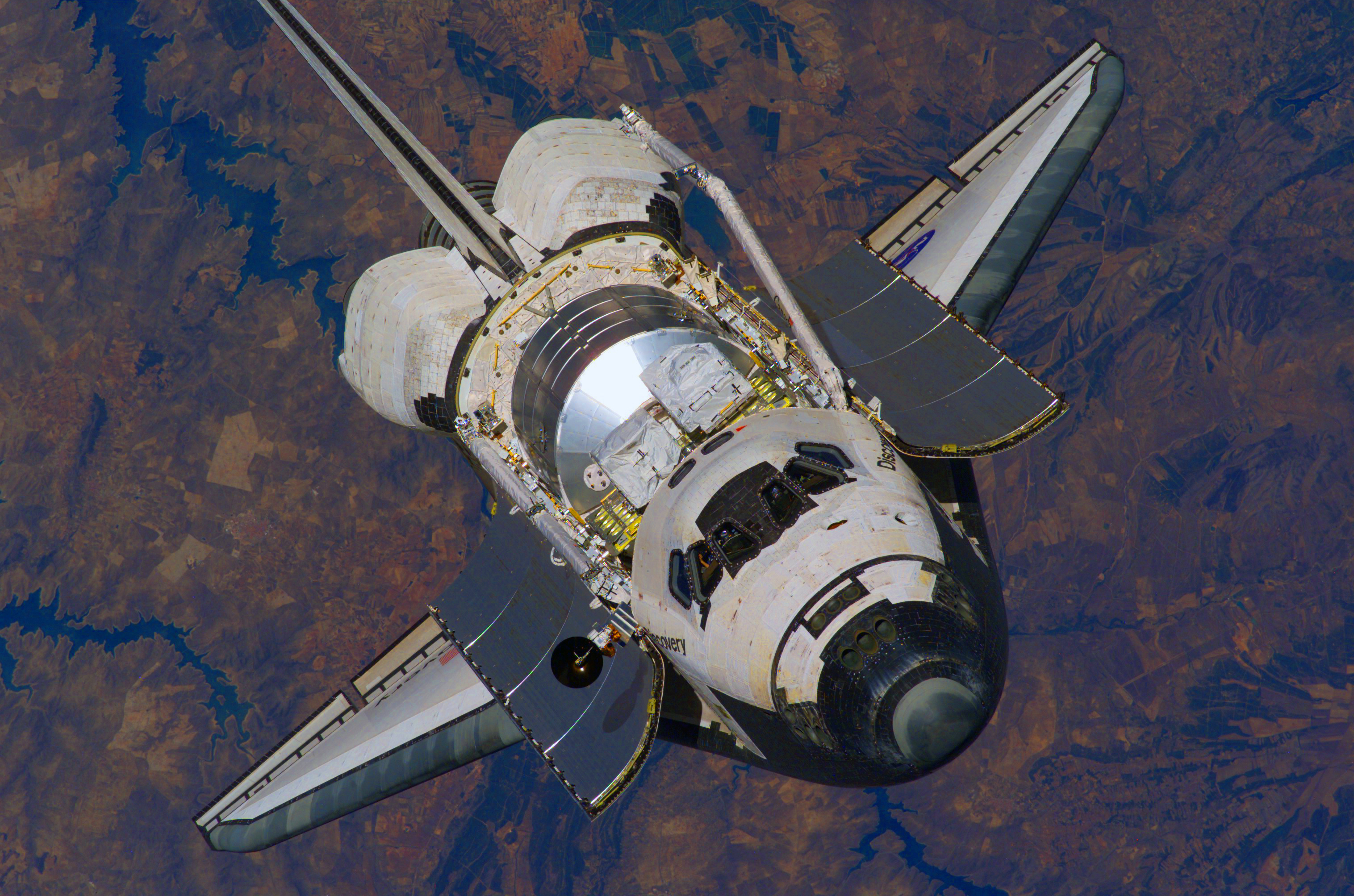
Skytteln i rymden beredd att docka med rymdstationen ISS. Fotot taget från ISS i juli 2006.

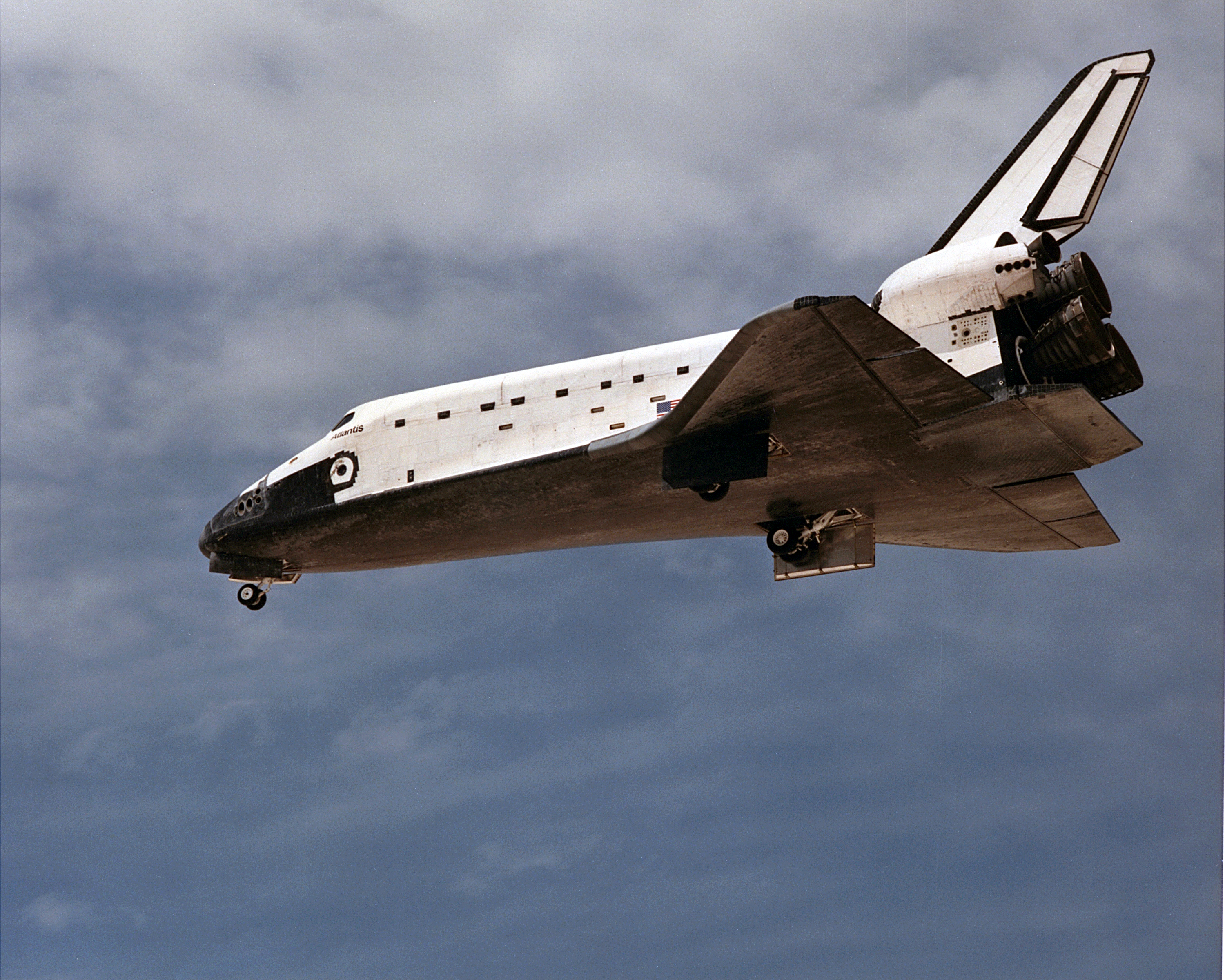
Rymdskytteln Atlantis på väg att landa efter slutfört uppdrag STS-30. Landningsställen på väg att fällas ut. Foto: Nasa, maj 1989.

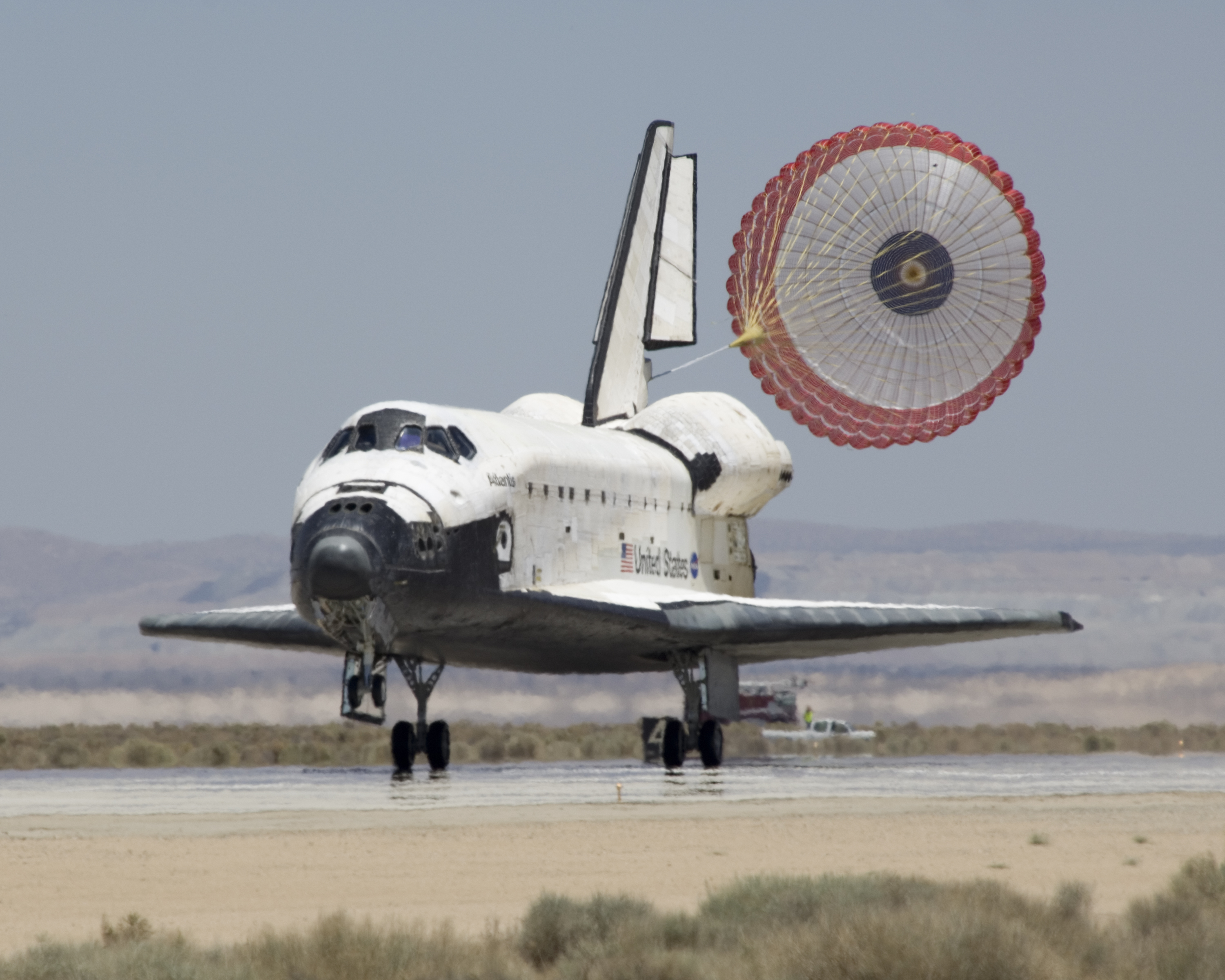
Rymdskytteln Atlantis har tagit mark och bromsfallskärmen fällts ut. Foto: Nasa, juni 2007.

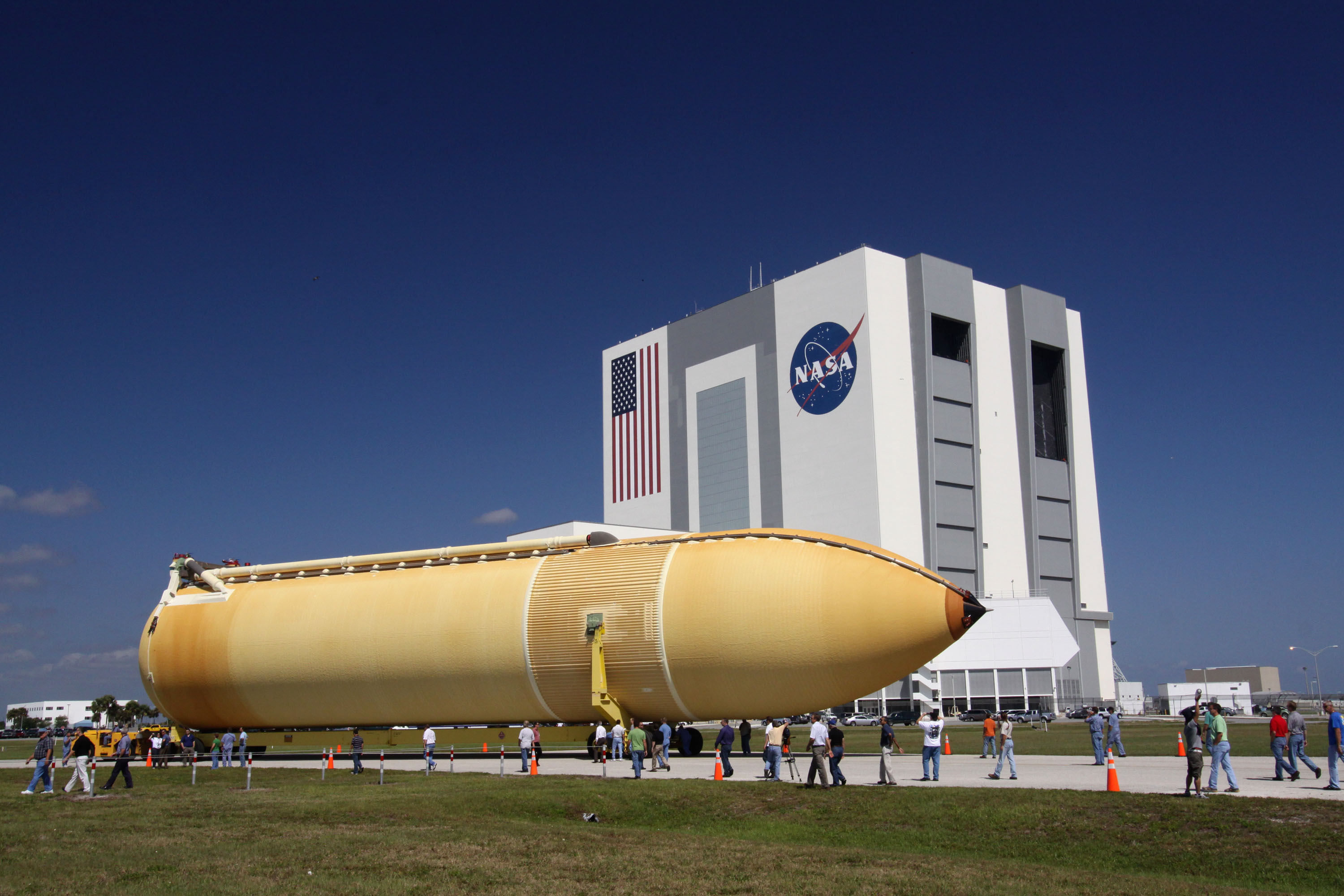
En extern bränsletank (ET) levereras till Kennedy Space Center. Foto: Nasa, maj 2010.

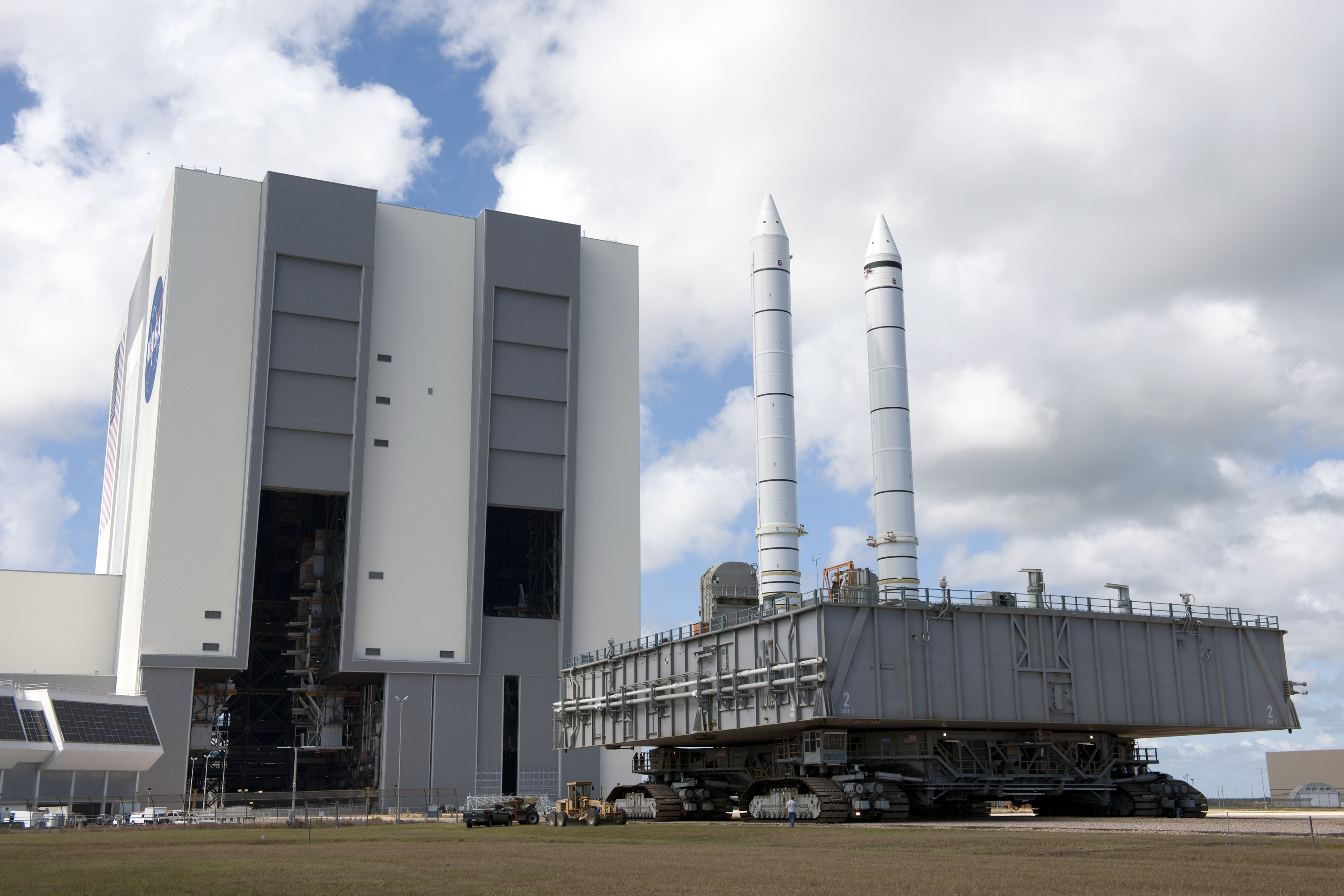
Två fastbränsleraketer (SRB), monterade på en Mobile Launcher Platform som bärs av en Crawler-transporter. Foto: Nasa, oktober 2010.

Space Shuttle, eller officiellt Space Transportation System, på svenska ofta kallad rymdfärjan, rymdskytteln eller skytteln, trots att det är ord som beskriver typen av farkost snarare än just denna specifika modell, var en bemannad rymdfarkost av typen rymdfärja, som användes av USA:s rymdstyrelse NASA mellan åren 1981 och 2011. Den första rymdfärjan, Columbia, sändes upp 1981. Totalt har fem exemplar av Space Shuttle tagits i bruk, varav två förolyckats (Columbia och Challenger) och tre tagits ur drift (Discovery, Endeavour och Atlantis). Systemet togs som planerat ur drift 2011. Den sista flygningen var med Atlantis som lyfte fredagen den 8 juli 2011.

## Uppbyggnad
Det startfärdiga ekipaget (engelska stack) består av fyra huvuddelar; huvudfarkost (skytteln), extern bränsletank och två lika stora separata fastbränsleraketer. Den kompletta enheten har följande huvuddata:
- Höjd: 56,14 m
- Total startvikt: 2 040 ton
- Total dragkraft vid start: 30,18 MN

### Huvudfarkost
Detta är själva rymdskytteln (på engelska Orbiting Vehicle, OV, det vill säga kretsande farkost). Det är här besättningen (Astronauterna) befinner sig under uppskjutningen, under hela rymdfärden och fram till att skytteln landar på jorden. Enstaka astronauter genomför också vid behov vissa arbeten i rymden utanför skytteln, så kallade rymdpromenader, men är då förbundna med skytteln med säkerhetslinor. Skytteln har ett flygplansliknande skrov med kabin i fören för besättningen, ett rymligt lastrum som upptar den större delen av flygplanskroppen och tre huvudmotorer i aktern. 
Jämfört med ett konventionellt flygplan har skytteln dåliga flygegenskaper eftersom dess huvuduppgift inte är att flyga utan att klara återinträdet in i atmosfären från omloppsbanan i rymden genom att glidflyga ner genom atmosfären och landa som ett normalt flygplan fast med betydligt högre hastighet. Skyttelns glidflygningsegenskaper har skämtsamt jämförts med en flygande tegelsten genom att sjunkhastigheten är så hög. 
De tre huvudmotorerna i skytteln får sin bränsletillförsel från den externa bränsletanken. För mindre kurskorrigeringar i rymden och för justering av farkostens läge, exempelvis justering för dockningen med rymdstationen ISS, används flera mindre styrraketer, som sitter både i för och akter. Farkostens huvudhastighet och riktning i rymden runt jordklotet ligger fast från det läget att huvudmotorerna stängdes av vid utträdet ur atmosfären efter uppskjutningen och hålls i höjdläge i förhållande till jorden av att farkostens centrifugalkraft är i jämvikt med gravitationskraften från jordens massa.
I lastutrymmet kan satelliter, ISS-moduler och annat gods förvaras under start och landning. Två stora dörrar öppnas när färjan nått omloppsbana och en robotarm används för att manövrera lasten ut och in i lastutrymmet.
- Längd: 37,24 m
- Vingspann: 23,79 m
- Höjd: 17,25 m
- Tomvikt: 68,6 ton
- Total startvikt: 109 ton
- Max landningsvikt: 104 ton
- Huvudmotorer: Tre Rocketdyne Block 2 A SSME, vardera med dragkraft på 1,75 MN
- Max nyttolastvikt: 25 ton
- Nyttolastutrymme: 4,6 m × 18,3 m
- Arbetshöjd: 185 till 1 000 km
- Hastighet: 7 743 m/s eller 27 875 km/h
- Crossrange: 1 085 nautiska mil (2 009 km)

#### Besättning
Besättningen består normalt av 5-7 personer. Som ett minimum kan rymdfärjan flygas med 2 personer.  Som flest har åtta personer flugit tillsammans, men i en nödsituation kan färjan ta elva personer. Besättningen består normalt av en befälhavare (kapten), pilot och ett antal uppdrags- och nyttolastspecialister.

### Extern bränsletank
En 47 m hög bränsletank med en total vätskevolym på cirka 2000 m3 förser de tre huvudmotorerna i rymdfärjan med flytande syre och flytande väte som blandas ihop nere vid motorerna.  Efter 8,5 minuters färd är bränslet slut och tanken lösgörs, faller tillbaka mot jorden och förstörs vid inträdet i atmosfären. De delar som återstår av den externa bränsletanken efter återinträdet i atmosfären faller ner i havet på platser som är avlysta för reguljär fartygstrafik.

### Fastbränsleraketer
De två cylinderformade raketerna på vardera sidan av färjan är 47 meter höga boosterraketer och drivs med fast bränsle. De står för huvuddelen av dragkraften vid start, men brinner i endast i cirka 2 minuter varefter de frikopplas från färjan. Fastbränsleraketerna faller ner i Atlanten och bromsas i hastighet med fallskärmar för att inte skadas när de slår i vattenytan. Raketerna, som flyter i vatten, bärgas av specialbyggda fartyg. Efter översyn och utbyte av vissa delar kan de fyllas med nytt bränsle och återanvändas för andra uppskjutningar.

## Rymdfärdens olika faser

### Transport till rampen
Rymdfärjan, den externa huvudtanken och fastbränsletankarna sätts samman i den så kallade Vehicle Assembly Building. De transporteras sedan stående helt upprätt på den mobila uppskjutningsrampen (Mobile Launcher Platform) av Nasas Crawler-transporterfordon. 

### Start
Huvudfarkosten kan inte, trots sitt utseende, lyfta som ett flygplan. Det krävs enorma krafter för att accelerera farkosten till den hastighet som krävs för att gå in i omloppsbana runt jorden. Skytteln har varken tillräcklig kraft eller bränslekapacitet för att självständigt utveckla erforderlig dragkraft. För att lyfta och föra ut skytteln i rymden används därför extra raketer fästade till skytteln, så kallade fastbränsleraketer, och en extern stor bränsletank med flytande syre och väte för de tre huvudmotorerna i skytteln som efter att bränslet är förbrukat kopplas loss och faller tillbaka in i atmosfären.
Vid start tänds först de tre huvudmotorerna. Skytteln hålls fast med mekaniska armar och hydrauliska dämpare under 3 sekunder varvid dragkraften mäts. Under denna tidsrymd finns det chans att stoppa huvudmotorerna på skytteln och avbryta uppskjutningen om dragkraften visar sig för låg, vilket har hänt vid några tillfällen. Om allt är OK tänds automatiskt de två sidoraketerna med fast bränsle. Dessa går inte att stänga av varför skytteln släpps iväg samtidigt som fastbränsleraketerna startas och därefter finns ingen möjlighet att avbryta förloppet. Under skyttelns huvudmotorer finns en betongklädd tunnel som leder bort de heta rökgaserna från uppskjutningsrampen åt sidorna. Hettan är så stark att det yttre betonglagret smälter och rinner utefter väggarna. Förloppet med start av huvudmotorerna och efter 3 sekunder tändning av fastbränsleraketerna framgår av en videoupptagning i bildgalleriet i artikeln. 
Vid start kommer huvuddelen av dragkraften från sidoraketerna. De innehåller ett kompositkrut, baserat på ammoniumperklorat, aluminium och polybutadienakrylonitril. Vid förbränning bildas stora mängder giftig saltsyra (HCl). Saltsyran syns tydligt i samband med uppskjutning som en tät vit rök. Ungefär 600 ton ren saltsyra sprids vid varje uppskjutning kring startplatsen, vilket bidragit till svåra miljöproblem kring avskjutningsplatsen. Vatten används även i stora mängder för att dämpa ljudnivån. Ungefär 9 sekunder före start dränks startplattan med nästan 3,5 miljoner liter per minut för att i första hand reducera värmeskador på startramp och den avgastunnel som finns nedanför. Vattnet dämpar också ljudnivån från raketmotorerna.

### Uppfärd
Skytteln roteras cirka 45 grader och läggs successivt i ryggläge för att komma in i rätt vinkel till omloppsbanan kring jorden. Accelerationen upp ökar kontinuerligt, bortsett från läget då skytteln passerar ljudvallen (en händelse som kallas "Max-Q") efter 30 sekunders färd. De mekaniska belastningarna på skytteln är då som störst, och raketmotorerna dras ner till 72-75% av maximal dragkraft för att minska vibrationer och mekaniska påfrestningar. Cirka 1 minut efter start ökas åter dragkraften till maximal kraft, en åtgärd som föregås av markkontrollens order "You are go for throttle up", en order som även konfirmeras av kaptenen i skytteln. Efter 1 minut och 26 sekunder har skytteln nått en höjd på 21 km och har en hastighet av nära 1900 km/h. Accelerationen under den inledande delen av uppfärden ligger på runt 2 g, det vill säga astronauterna upplever det som att de väger ungefär dubbelt så mycket som på jorden. Efter två minuters färd har ekipaget nåẗt ungefär 44 km höjd och fastbränsleraketerna gjort slut på sitt bränsle. De frikopplas och faller tillbaka till jorden. Eftersom de restaureras och återanvänds har de fallskärmar som bromsar nerfärden.
Accelerationen ökar i proportion till att bränslet förbrukas och ekipaget snabbt minskar i vikt men begränsas i slutfasen av uppstigningen till 3 g genom att gaspådraget till huvudmotorerna dras ner. Astronauterna ligger horisontellt i speciella liggstolar med benen högt under uppfarten för att klara den enorma accelerationen under den relativt långa tiden. Det skakar och ryster i skytteln under hela uppfärden samtidigt som de ligger fastspända och nerpressade i sina liggstolar och kan i stort sett inte göra något utom att bevaka alla instrument. När bränslet är slut i den externa bränsletanken frikopplas denna och huvudfarkosten fortsätter ensam till omloppshastighet med bränsle från interna tankar i huvudfarkosten. När huvudmotorerna efter cirka 8.5 minuters färd stoppas momentant upplevs det som en oerhörd inbromsning genom att accelerationen plötsligt upphör och man är tyngdlös. Allt blir helt tyst. Det är även vid denna tidpunkt som rymdsjuka kan inträffa.  Väl uppe i omloppsbanan kan man direkt börja förbereda sig för kommande arbetsuppgifter. Uppfärden har av flera astronauter, som i de flesta fall är utbildade på stridsflygplan, beskrivits som fullständigt makalös och något de aldrig ens varit i närheten av.[källa behövs] Skyttelns hastighet i omloppsbanan uppgår till c:a 28 000 km/h och den avverkar ett varv runt jorden på cirka 90 minuter.

### I rymden
I omloppsbanan i rymden befinner sig skytteln och astronauterna i tyngdlöshet genom att centrifugalkraften balanserar gravitationskraften från jorden. Skytteln kretsar på motsvarande höjd som den internationella rymdstationen ISS på en höjd över jordens yta på cirka 40 mil, det vill säga sett ur ett rymdperspektiv på relativt låg höjd men ändå nästan helt fri från jordens yttre atmosfär. Om jorden vore ett äpple så flyger skytteln aldrig högre än skalets tjocklek och är inte heller konstruerad för en högre altitud. Jämför då med månfärderna där månen är på ca 30 äpplens/jordars avstånd/altitud. Raketmotorerna kan tillfälligt återstartas för en ändring av omloppsbanan, för att exempelvis kunna docka med annan farkost som befinner sig på en annan bana. Lastluckorna är normalt öppna och färjans ovansida är vänd mot jorden. 
Skytteln vistas normalt 1-2 veckor i rymden. Uppdraget kan innefatta utplacering av kommunikationssatelliter, reparation av en satellit eller återtransport av en satellit till jorden. Skyttlarna har vid alla uppdrag medfört vetenskaplig utrustning i olika omfattning för olika typ av vetenskapliga experiment i den unika miljön med långvarig tyngdlöshet, som exempelvis experiment med metallegeringar där effekten av avsaknad av gravitationskraft kan studeras. På senare år har en stor del av färderna avsett frakt av större byggmoduler och andra komponenter till den Internationella rymdstationen ISS som kontinuerligt byggs på med nya delar eller delar som byts ut. Den amerikanska skytteln har tillsammans med ryska Sojuz också stått för transporten och utbyte av de astronauter som i perioder på mellan 1 och 3 månader är stationerade på rymdstationen. Man passar då också på att fylla på förråden av livsmedel och vätska och återföra avfall av olika slag från rymdstationen.
Om det skulle inträffa något under vistelsen i rymden som gör att skytteln inte kommer att kunna tas ner till jorden, förbereds direkt en ny uppskjutning från jorden med en reservskyttel. Besättning har under tiden möjligheten att stanna kvar i skytteln eller flytta över till rymdstationen ISS om den kan dockas med färjan. Hela besättningen i rymdstationen kan också rymmas i skytteln om så skulle erfordras om rymdstationen måste överges på grund av allvarliga skador.

### Nedfart
För att komma tillbaka till jorden måste skyttelns hastighet reduceras så mycket att jordens gravitationskraft överskrider farkostens centrifugalkraft. Detta åstadkoms genom att skytteln vänds med aktern i rörelseriktningen varvid de två OMS motorerna i aktern startas och är igång en viss tid. Hastigheten reduceras därvid successivt till det läge där det övre skiktet av jordens atmosfär kan börja utgöra en bromsande effekt på skytteln genom friktion och luftturbulens. OMS-raketmotorerna stoppas i det läget och skytteln vänds därefter tillbaka med nosen i färdriktningen med mindre styrraketer. Allt raketmotorbränsle är då i princip helt slut. Vid inträdet i atmosfären, som normalt inträffar ungefär över Australien, är vinkeln in och hastigheten av största betydelse för att inte skytteln ska brinna upp utan bromsas successivt. Hela undersidan är vitglödande (c:a 1500 °C) under uppbromsningen då de keramiska värmeplattornas yttre skikt förbrukas (smälter och förångas). Astronauterna kan se det enorma gnistregn som bildas genom sina sidofönster. Under denna mest kritiska fas av nedfärden blockeras all radiotrafik med skytteln genom de kraftiga elektromagnetiska störningar som uppträder och skytteln kan inte påverkas i vare sig riktning eller i hastighet. Besättningen kan bara hoppas på att undersidans värmesköld håller för påfrestningarna och invänta den efterlängtade fasen när skytteln har bromsats så mycket att normal glidflygning inträder. När denna fas inträder får kontrollcentralen på marken åter kontakt med skytteln.

### Landning
Den sista glidflygningen ner mot marken är mycket behaglig.  Glidflygningen och landningen sker omotoriserat. Detta innebär att piloten har endast en chans att landa – det finns ingen möjlighet att avbryta ett landningsförsök, flyga runt landningsbanan och försöka igen genom att sjunkhastigheten är så hög. När skytteln tar mark på den 4,5 km långa landningsbanan är hastigheten c:a 350 km/h. Den inledande uppbromsningen på landningsbanan sker genom en bromsskärm med 12 m diameter som fälls ut direkt efter att de bakre hjulparen eller noshjulet tagit mark. Den slutliga uppbromsningen till stillastående sker med skyttelns egna skivbromsar. Hela uppdraget från start till landning är synnerligen noggrant tidsplanerad. När skytteln landar brukar det handla om en tidsdifferens på några få sekunder mot planerat ända från starten från jorden.

## Rymdskyttelprogrammet
Nasas rymdskyttelprogram omfattar hittills en prototyp (Pathfinder), en landningstestplattform (Enterprise) och fem skyttlar som tagits i drift – Challenger, Columbia, Atlantis, Discovery och Endeavour, varav de två första totalförstörts vid katastrofala olyckor.
Beslutet att utveckla systemet med möjligheten att kunna återvinna den största delen av en rymdfarkost togs 1972 när Nixon var president. Sedan dess har rymdskyttelprogrammet totalt dominerat Nasas rymdflygningsverksamhet. 1976 utfördes prototyptester och 1979 levererades den första fungerande skytteln (Columbia). Det första uppdraget utfördes 1981. Vid Challenger-olyckan 1986 totalförstördes skytteln Challenger strax efter start då en packning i den högra sidoraketen försvagats på grund av temperaturskillnader. Detta ledde till att heta gaser läckte ur motorn som skadade sidoraketens fäste och den externa tanken varvid hela skytteln exploderade. En ersättare (Endeavour) byggdes. Columbia totalförstördes 2003 när en bit isoleringsskum från den externa tanken lossnade under uppskjutningen och träffade den främre delen av vänster vinge. Skumbiten lyckades slå hål på värmeskölden vilket ledde till att farkosten totalförstördes vid återinträdet i atmosfären. Vid båda olyckorna omkom hela besättningen på 7 astronauter vardera. 
Rymdskytteln är den i särklass mest komplicerade bemannade farkost som människan hittills har skapat[källa behövs] och den har kontinuerligt förbättrats under sin livstid. Skyttelkonceptet har kritiserats för att dra för stora kostnader och för att utgöra en alltför stor risk för besättningen med många kritiska faser, speciellt återinträdet i atmosfären där belastningarna på skytteln är enorma. Man siktar därför att i högre grad kunna föra upp material i rymden med obemannade farkoster och använda enklare mer tillförlitliga farkoster. 
Nasa håller på att ersätta rymdfärjorna med en ny rymdfarkost, Orion MPCV, ett koncept som mer liknar Apollo än Space Shuttle. Första testflygningen, obemannad, gjordes i december 2014, då en Delta IV heavy bärraket användes för uppskjutningen. Orion avses inte bara användas för färder till låg jordbana (LEO), utan även för färder till månen, asteroiderna och Mars. Orion är utformad för en besättning på upp till fyra astronauter.

## Videoupptagningar och övriga bilder
- Videoupptagning från uppskjutning av STS-121, juli 2006.

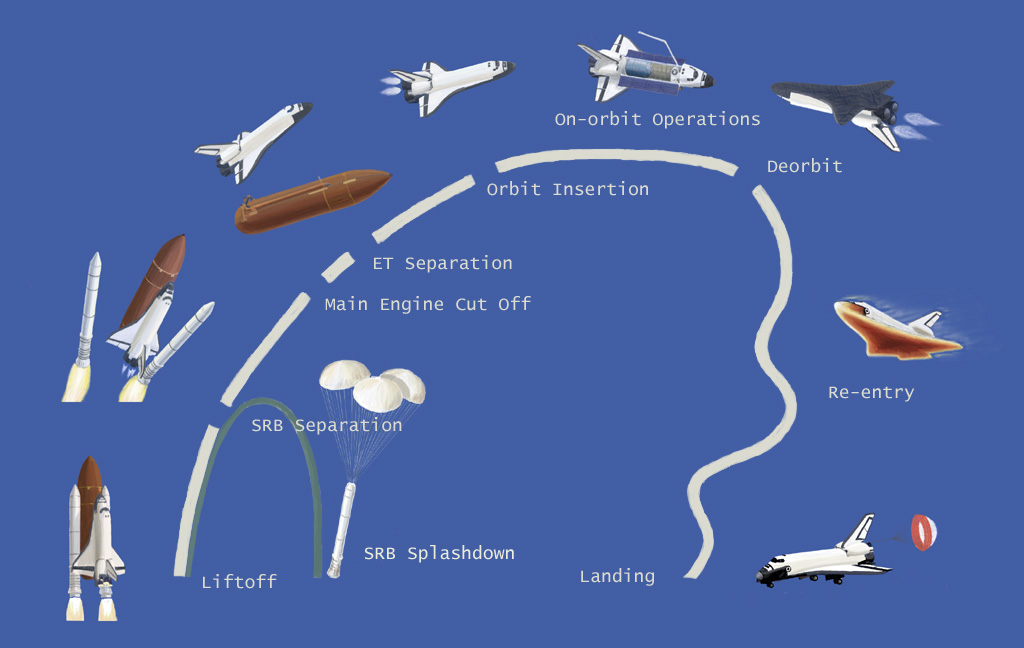
Schematiskt återgivet förlopp av rymdfärden från start till landning.
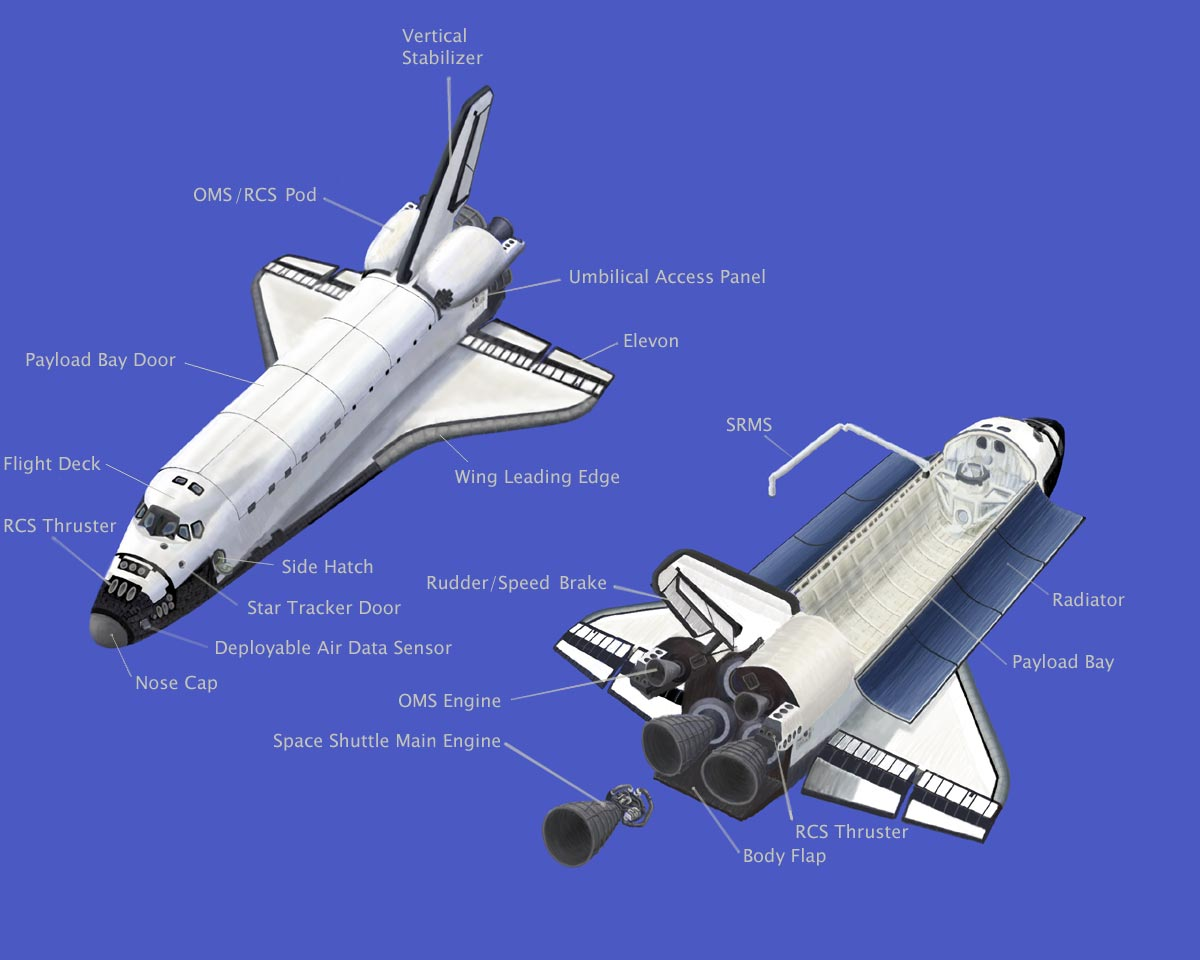
Skyttelns olika huvudkomponenter.
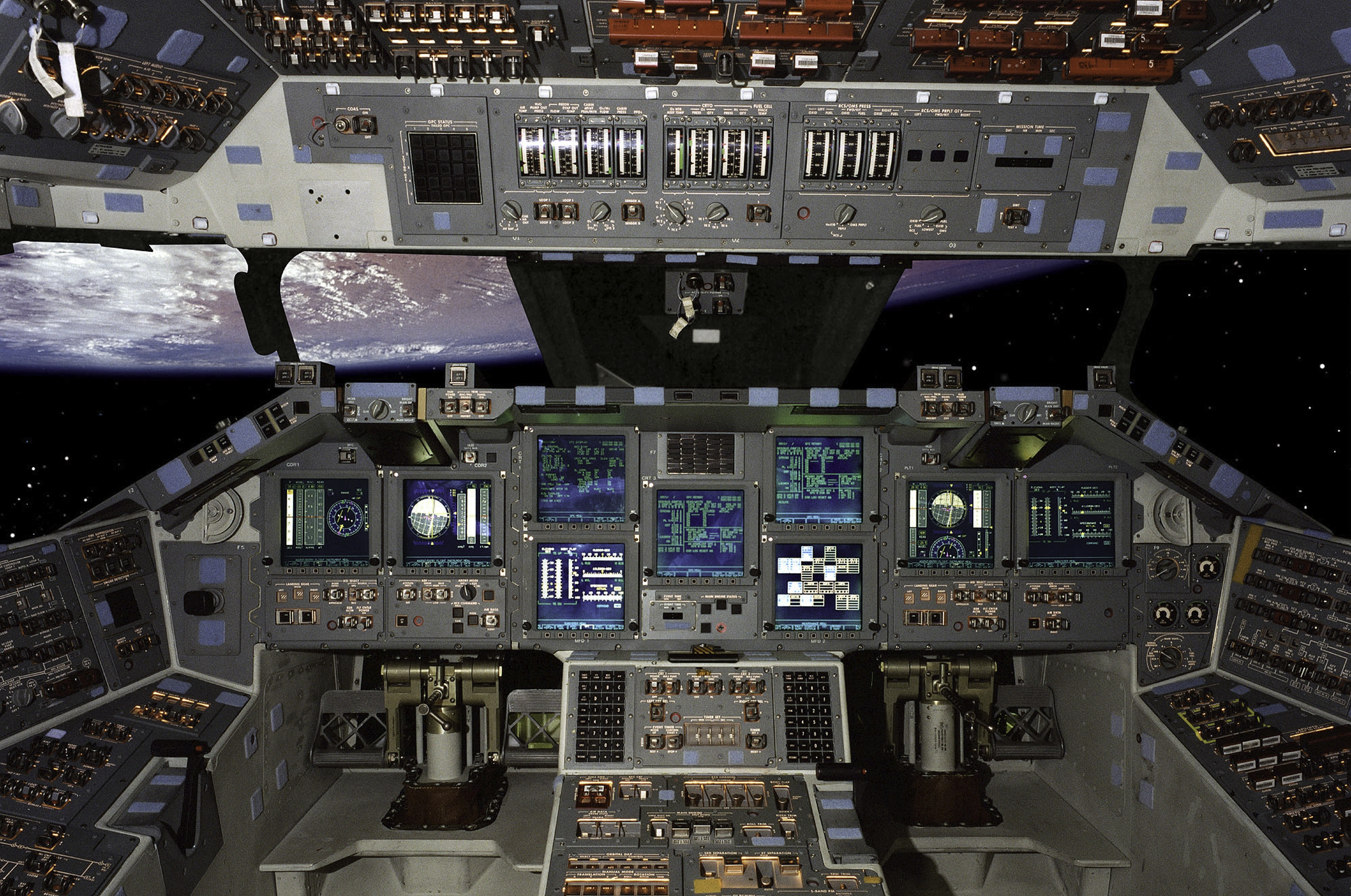
Instrumenteringen i cockpit på rymdskytteln.

- Informationsvideo från webbplatsen "How does stuff works".